# Wasserschutzpolizei Berlin

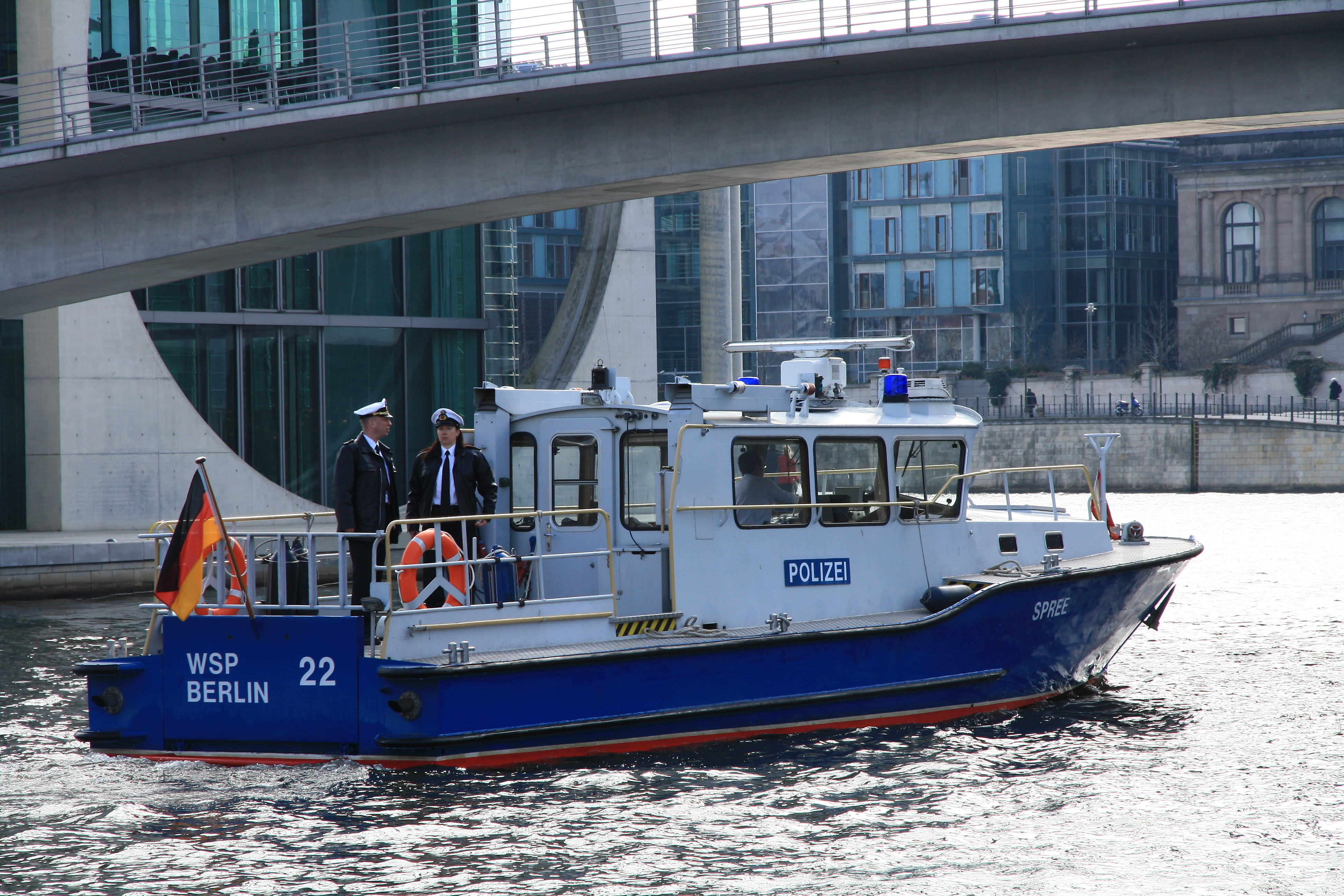
Polizeiboot der Wasserschutzpolizei Berlin auf der Spree

Die Wasserschutzpolizei Berlin ist ein Teil der Polizei Berlin. Sie ist als Wasserschutzpolizei landesweit zuständig für die Verhütung und Verfolgung von Straftaten sowie Ordnungswidrigkeiten auf den Wasserstraßen, Seen und in den Häfen im Land Berlin. Ihr Hauptsitz ist in der Baumschulenstraße 1 im Bezirk Treptow-Köpenick.

## Geschichte
Im 19. Jahrhundert entstand das „Berliner Schiffahrtsbureau“ als Vorläufer der Berliner Wasserschutzpolizei. Es unterstand dem Königlichen Polizeipräsidium, Kommando der Schutzmannschaft. 1932 erfolgte die Anpassung des Reichswasserschutzes (RWS) an die preußische Schutzpolizei. Der RWS wurde mit Personal und Technik in die Strukturen der Schutzpolizei eingefügt und übernahm auch die Aufgaben der Schutzpolizei.
Seit 1945 nennt sich die neu aufgestellte Führung der Abteilung Wasserschutzpolizei „Wasserschutzpolizei-Inspektion“. Bis zur Teilung Berlins war sie wie folgt aufgeteilt: WSP-Revier Baumschulenweg mit den WSP-Stationen Köpenick und Osthafen und in das WSP-Revier Spandau mit der WSP-Station Scharfe Lanke. 1950 wurde die WSP-Station Scharfe Lanke aufgelöst, es entstand das Revier Schwanenwerder. 1953 zog das mittlerweile umbenannte Revier Westhafen zum heutigen Standort nach Moabit um. In der WSP-Inspektion Berlin Ost wurde ein neues Revier, das Revier Baumschulenweg, gegründet. Im Laufe der Zeit kamen in beiden Teilen von Berlin Nebenwachen hinzu, Gebäude wurden neu gebaut, und es wurden Namen der Wachen und Reviere geändert.
Mit dem Mauerbau am 13. August 1961 wurde die WSP in Ostberlin auch zum „Schutz der Staatsgrenze“ eingesetzt.
Durch die Polizeireform in Westberlin 1974 wurde die WSP ein Referat der Direktion für Spezialaufgaben der öffentlichen Sicherheit und des Straßenverkehrs (Direktion ÖS/SV).
1990 erfolgt der Zusammenschluss der Wasserschutzpolizeien durch die Wiedervereinigung. Die gemeinsame Leitung zog zum Standort Baumschulenstraße 1 im Bezirk Treptow. Dem Referat unterstanden dadurch die Wachen Spandau (1), Westhafen (2), Schwanenwerder (3), Baumschulenweg (4) sowie die Nebenwachen Schmöckwitz und Teltowkanal. Die Nebenwachen wurden in den folgenden Jahren geschlossen. 2008 wurden die Dienststellen WSP 1 und WSP 3 wegen Umstrukturierungsmaßnahmen zur heutigen Wache WSP West zusammengelegt. Die Wache auf der Insel Schwanenwerder wurde geschlossen. Die WSP West ist im umfassend sanierten Gebäude der ehemaligen WSP 1 untergebracht. Die Wachen WSP 2 (heute WSP Mitte) und WSP 4 (heute WSP Ost) blieben an ihren Standorten.
Es ist geplant, eine neue Wache der Wasserschutzpolizei auf dem Gelände der Feuerwache Wannsee zu erbauen. Dort sollen mehrere Einsatzboote stationiert werden. 2023 will die Wasserschutzpolizei Jet-Ski erwerben.

## Aufgaben
Die Vollzugspolizeiliche Betreuung der für Berlin so bedeutsamen Wasserstraßen mit teils sich widersprechenden individuellen, gesellschaftlichen und gewerblichen Bedürfnissen und Interessen ist Aufgabe der Wasserschutzpolizei.
Die Hauptaufgaben der Wasserschutzpolizei sind:
- Bekämpfung der Fischwilderei
- Schiffsverkehrs- und Gefahrguttransportüberwachung
- Unfall- und Vorgangsbearbeitung
- Hauptstadtbedingte Sicherheitsaufgaben mit Versammlungsschutz
- Prävention
- Bekämpfung der Kriminalität rund ums Boot und von Umweltdelikten an und auf den Gewässern
- Ermittlung von Gefahren für den Schiffsverkehr und Maßnahmen zur Abwehr von Gefahren, die keinen Aufschub dulden
- Überwachung der Einhaltung der für die Sicherheit und Leichtigkeit des Schiffsverkehrs dienenden Vorschriften
- Überprüfung der Schiffspapiere und Befähigungsnachweise
- Wasserrettung einschließlich des Eiswarn- und Rettungsdienstes[6]

## Ausbildung
Die Beamten der Wasserschutzpolizei haben alle zuerst eine Ausbildung bei der Schutz- oder Kriminalpolizei gemacht und mehrere Jahre auf einem Polizeiabschnitt oder bei der Einsatzhundertschaft gearbeitet. Danach gibt es die Möglichkeit, bei entsprechender Eignung zur Wasserschutzpolizei zu wechseln. Nach einem Auswahlverfahren erfolgt die Ausbildung zum Wasserschutzpolizist. Schwerpunkt der Ausbildung ist der dreimonatige „Fachlehrgang Binnen“, der in Hamburg an der Wasserschutzpolizeischule stattfindet. Im Laufe der Dienstzeit muss ein Beamter bei der WSP an weiteren Ausbildungslehrgängen an der WSP-Schule Hamburg teilnehmen. Zum Beispiel ist der UKW-Sprechfunklehrgang sowie der Radarlehrgang unabdingbar. Die Ausbildung und Prüfung für die Fahrerlaubnis zum Führen von Dienstbooten findet innerhalb der Wasserschutzpolizei Berlin statt.

## Wachen

### WSP Wache West

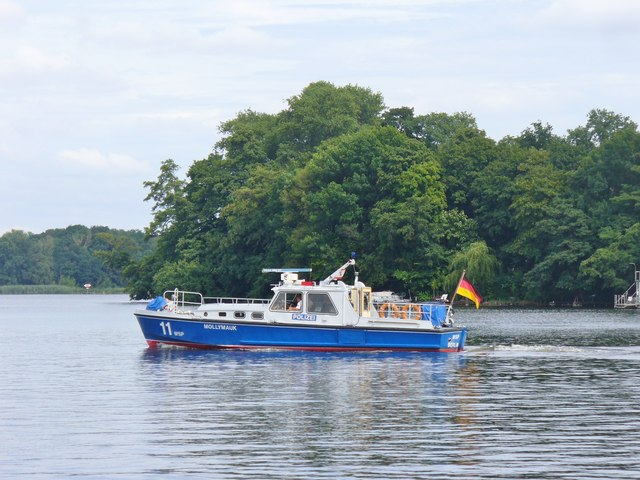
WSP 11 Mollymauk

Die Wache West befindet sich in Spandau an der Mertensstraße westlich der Insel Großer Wall etwa am Kilometer 3,40 der Havel-Oder-Wasserstraße. 
Auf dem Gelände befindet sich auch die Bootswerft der Polizei Berlin. Die WSP Wache West ist für ca. 70 Kilometer schiffbare Wasserstraßen zuständig.
Der Zuständigkeitsbereich der WSP West umfasst:
- die Havel oberhalb der Freybrücke mit alter Havel
- Maselakekanal
- Tegeler See
- Aalemannkanal
- Nieder Neuendorfer See
- Berlin-Spandauer Schifffahrtskanal bis Schleuse Plötzensee mit Alter Fahrt
- Spree unterhalb der Schleuse Charlottenburg mit Nebengewässern
- die Havel unterhalb der Freybrücke mit Nebengewässern (Scharfe Lanke, Stößensee mit Jürgengraben, Großer Wannsee)
- Griebnitzkanal
- Jungfernsee und Glienicker Lake (jeweils bis Stadtgrenze)
- Teltowkanal bis Dreilinden (Stadtgrenze)

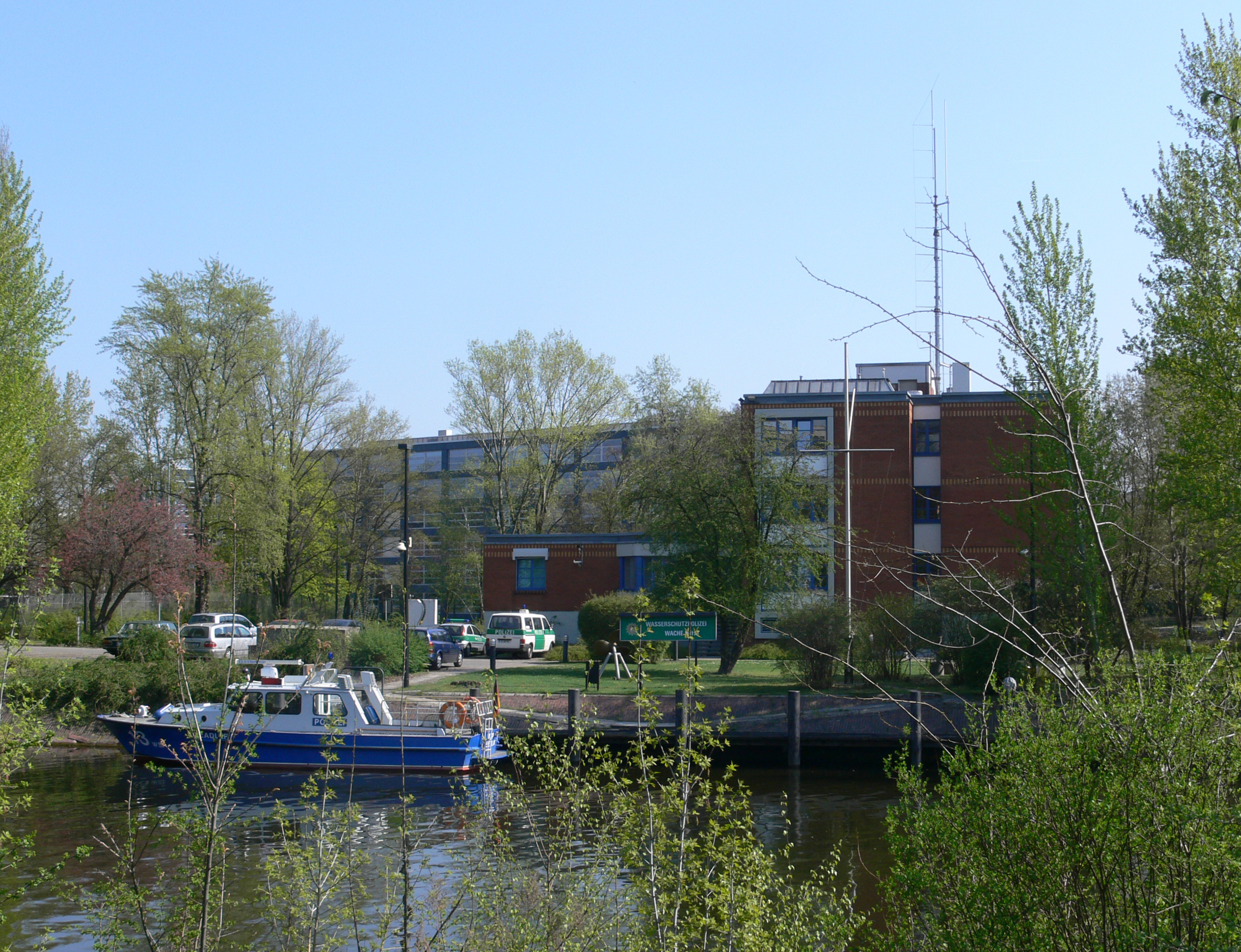
Wasserschutzpolizei am Neuen Ufer.

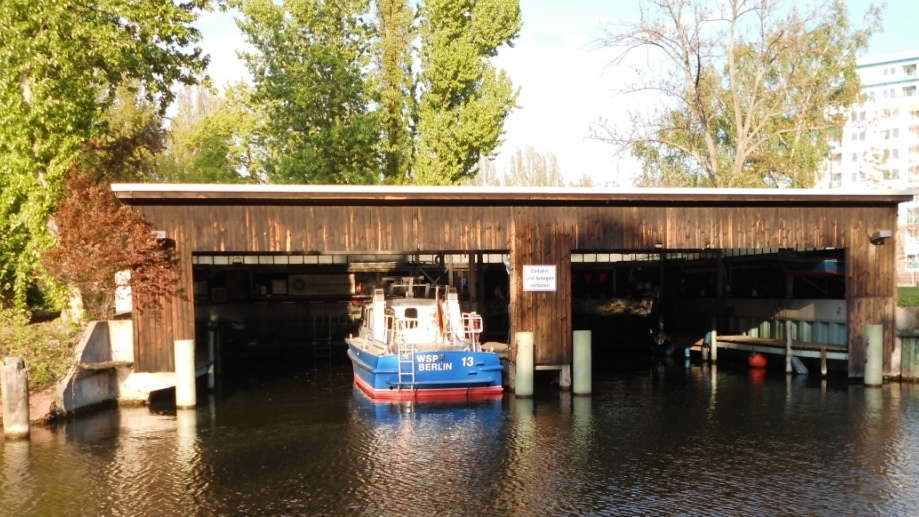
Bootsschuppen Charlottenburger Verbindungskanal mit WSP 13 (2013)

### WSP Wache Mitte
Die Wache Mitte liegt im Bezirk Mitte am sogenannten „Spree-Kreuz“ am Zusammentreffen der Spree und des Charlottenburger Verbindungskanals mit der Anschrift Neues Ufer 1. Die Wache hat durch das Regierungsviertel und der damit verbundenen hauptstadtbedingten Sicherheitsaufgaben an Bedeutung zugenommen. Die WSP Mitte ist für ca. 36 km schiffbare Wasserstraßen zuständig.
Der Zuständigkeitsbereich der WSP Mitte umfasst:
- Spree von der Oberbaumbrücke bis zur Schleuse Charlottenburg
- Westhafenkanal
- Westhafen
- Westhafen-Verbindungskanal
- Berlin-Spandauer Schifffahrtskanal bis Schleuse Plötzensee
- Humboldthafen
- Charlottenburger Verbindungskanal
- Spreekanal
- Landwehrkanal bis km 9,50, Einmündung des Neuköllner Schifffahrtskanals

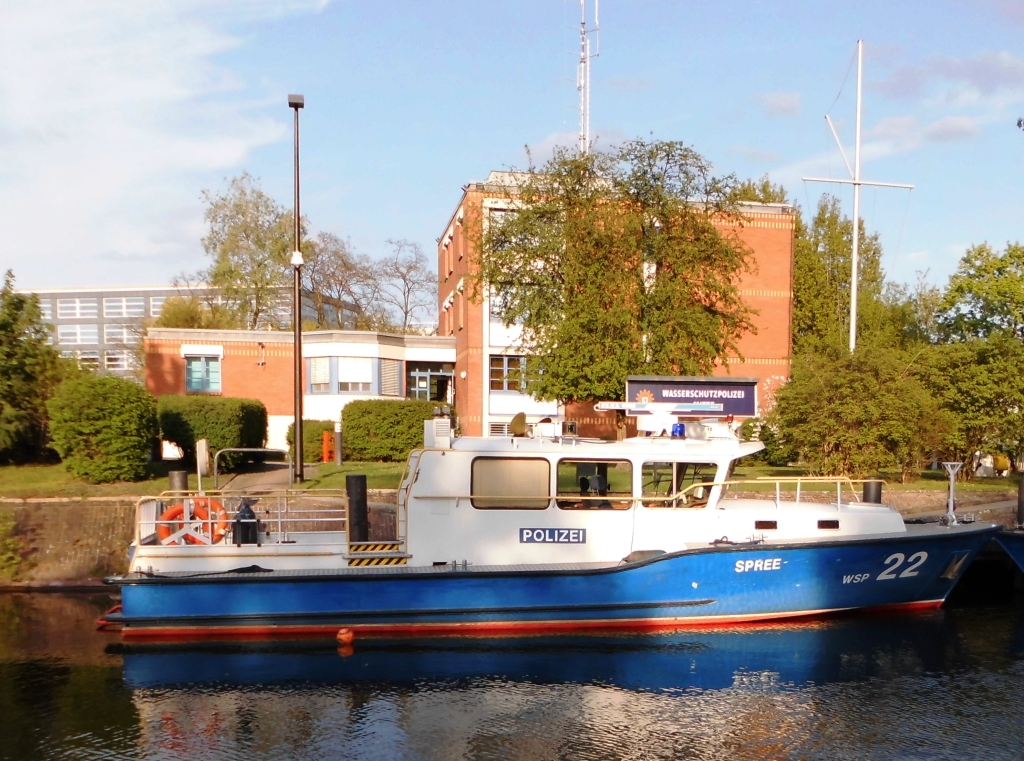
WSP 22 Spree

### WSP Wache Ost
Die Wache Ost liegt im Bezirk Treptow an der Spree an der Baumschulenstraße 1. An diesem Standort liegt seit 1937 eine Dienststelle der Wasserschutzpolizei. Die WSP Wache Ost ist für ca. 90 km schiffbare Wasserstraßen zuständig.
Der Zuständigkeitsbereich der WSP Wache Ost umfasst:

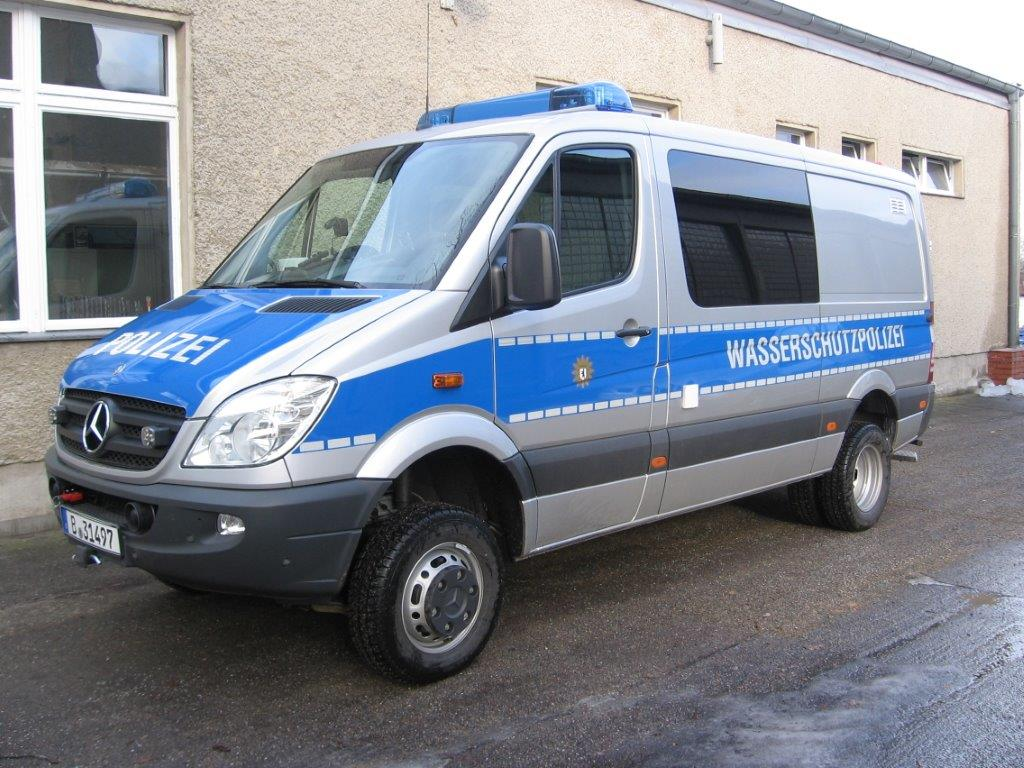
Einsatzwagen der Wasserschutzpolizei Berlin für den Eiswarn- und Rettungsdienst.

- Spree bis Oberbaumbrücke
- Rummelsburger See
- Müggelspree
- Müggelsee
- Dämeritzsee
- Gosener Kanal
- Seddinsee
- Dahme mit Nebengewässern
- Teltowkanal bis Zehlendorf
- Britzer Zweigkanal
- Neuköllner Schifffahrtskanal
- Landwehrkanal ab Kilometer 9,50[8]

## Flotte
Die WSP Berlin verfügt über zivile Polizeiboote, Schlauchboote, Jet-Ski und 13 große Polizeiboote. Die Polizeiboote werden bei Bedarf unter den Wachen getauscht.
| - WSP 10 Wannsee Standort: WSP West - WSP 11 Mollymauk Standort: WSP West - WSP 14 Pelikan Standort: WSP West - WSP 15 Graureiher Standort: WSP West - WSP 20 Lietze Standort: WSP Mitte - WSP 21 Alk Standort: WSP Mitte (Das Boot ist Ex-geschützt (Explosive Bereiche können befahren werden)) - WSP 22 Spree Standort: WSP Mitte | - WSP 23 Seeadler Standort: WSP Mitte - WSP 30 Sturmmöve Standort: WSP Ost (Das Boot ist Ex-geschützt (Explosive Bereiche können befahren werden)) - WSP 31 Albatros Standort: WSP Ost - WSP 32 Eisvogel Standort: WSP Ost - WSP 33 Dahme Standort: WSP Ost - WSP 34 Seeschwalbe Standort: WSP Ost |  |

### Fahrzeuge
Die WSP verfügt über 5 Kleintransporter MB Sprinter mit der Aufschrift Wasserschutzpolizei, die hauptsächlich für den Eiswarn- und Rettungsdienst benutzt werden.